# Nui
Nui es uno de los 9 distritos (tres de ellos consisten en 1 isla, y 6 son atolones con varias islas) del país de Oceanía, Tuvalu. Tiene una población de 548 personas, según el censo de 2001.

## Historia
Álvaro de Mendaña pasa el 15 de enero de 1568 por delante de la isla de Jesús, antiguo nombre de Nui.

## Geografía
Nui consiste de aproximadamente 21 islotes. Estos son:
- Fenua Tapu
- Meang
- Motupuakaka
- Pakantou
- Piliaieve
- Talalolae
- Tokinivae
- Unimai
- Y al menos otros 12 islotes menores.

La isla más grande, y más al noreste es Fenua Tapu, a la cual le siguen Meang (la más al oeste), Tokinivae, Pongalei, Talalolae, Pakantou, Unimai, Piliaieve y Motupuakaka. La única isla habitada es Fenua Tapu, en la cual hay dos vecindarios.

## Lengua
Las personas de Nui hablan gilbertés, el idioma de Kiribati y tuvaluano, la lengua oficial de Tuvalu, ya que los ancestros de Nui eran originarios de Kiribati.

## Enlaces
- Mapa

- Datos: Q547997
- Multimedia: Nui / Q547997